# Quint Considi (usurer)
Quint Considi (en llatí Quintus Considius) va ser un negociant o publicà romà que va viure al segle i aC i es va enriquir amb la usura. Formava part de la gens Consídia, una gens romana d'origen plebeu.
Quan la conspiració de Catilina va devaluar les propietats i ni tan sols els rics podien pagar als creditors, va actuar patriòticament i va perdonar nombroses deutes i va contribuir a evitar l'alarma social generada, tot i que tenia quinze milions de sestercis posats a interès.
Podria ser el mateix personatge que el senador Quint Considi.